# ام‌وی کیتیتاس
ام‌وی کیتیتاس (به انگلیسی: MV Kittitas) یک کشتی است که طول آن ۳۲۸ فوت (۱۰۰٫۰ متر) می‌باشد. این کشتی در سال ۱۹۸۰ ساخته شد.